# Fulgence de Bury
Fulgence-Joseph-Désiré de Bury (Parigi, 1º marzo 1785 – Parigi, 23 giugno 1845) è stato un drammaturgo francese.

## Biografia
Fulgence de Bury nacque a Parigi nel 1785 e morì nella stessa città nel 1845. Fu vice capo dì ufficio nell'amministrazione delle imposte indirette.Si fece conoscere nell'ambiente teatrale con lo pseudonimo di Fulgence. Le sue pièces furono rappresentate nei principali teatri di Parigi: (Théâtre du Palais-Royal, Théâtre national de l'Opéra-Comique, Teatro dell'Odéon, Théâtre du Gymnase, Théâtre des Variétés).
È sepolto nel cimitero di Montmartre.

## Opere
- 1815: Turenne, ou Un trait de modestie, vaudeville storico in 1 atto, con Achille d'Artois;
- 1816: La Bataille de Denain, opéra-comique in 3 atti, con Armand d'Artois e Emmanuel Théaulon;
- 1819: Un moment d'imprudence, commedia in 3 atti;
- 1820: L'Autre Henri, ou l'An 1880, commedia in 3 atti, in prosa, con Théaulon e Pierre Capelle;
- 1820: L'Invisible, ou la Curiosité d'une veuve, commedia-vaudeville in 1 atto, con Achille d'Artois;
- 1821: Le Baptême de village, ou le Parrain de circonstance, vaudeville in 1 atto, con Marc-Antoine Madeleine Désaugiers, Michel-Joseph Gentil de Chavagnac, Paul Ledoux e Ramond de la Croisette;
- 1821: Un Jeu de Bourse, ou la Bascule, commedia in 1 atto;
- 1822: Les deux ménages, commedia in 3 atti, con Louis-Benoît Picard e Alexis Wafflard;
- 1822: Une visite aux Invalides, con Gentil de Chavagnac, Paul Ledoux e Ramond de la Croisette;[2]
- 1823: Le comte d'Angoulême, ou Le siège de Gênes, con Gentil de Chavagnac, Paul Ledoux e Ramond de la Croisette;[3]
- 1823: Le célibataire et l'homme marié, commedia in 3 atti e in prosa, con Alexis Vafflard, ;
- 1824: Grétry, opéra-comique in 1 atto, con Paul Ledoux e Ramond de la Croisette;
- 1824: Le Voyage à Dieppe, con Alexis Wafflard, commedia in 3 atti;
- 1825: Le Béarnais, ou la Jeunesse de Henri IV, commedia in 1 atto e in versi liberi, con Paul Ledoux, Ramond de la Croisette;
- 1825: Le Mari par intérim, commedia-vaudeville in 1 atto, con Charles Nombret Saint-Laurent e Henri de Tully;
- 1829: L'humoriste, vaudeville in 1 atto, con Charles Dupeuty e Henri de Tully;
- 1833: Louis XI en goguettes, vaudeville in 1 atto, con Alexis Decomberousse;.
- 1840: Une journée chez Mazarin, commedia in 1 atto, con Alexis Decomberousse e Théodore Muret;